# إليجاه دبليو. ريد
إليجاه دبليو. ريد (بالإنجليزية: Elijah W. Reed) هو شخصية أعمال أمريكي، ولد في 27 نوفمبر 1827، وتوفي في 27 يناير 1888.